# Mazarakiá
Mazarakiá är en ort i Grekland.   Den ligger i prefekturen Thesprotia och regionen Epirus, i den västra delen av landet, 300 km nordväst om huvudstaden Aten. Mazarakiá ligger 177 meter över havet och antalet invånare är 558.
Terrängen runt Mazarakiá är kuperad. Runt Mazarakiá är det glesbefolkat, med 16 invånare per kvadratkilometer. Närmaste större samhälle är Igoumenitsa, 13,2 km nordväst om Mazarakiá. 